# Такшоњ
Такшоњ (мађ. Taksony, лат. Toxun, грч. Taxis), (931—973.), је био предзадњи пагански мађарски владар и наследник у династији Арпадоваца, син Золта и пети по реду Велики везир Мађарске у периоду од 955. до око 973.

## Историја
Први писани подаци потичу из мађарске хронике Gesta Hungarorumкоју је написао Анинимус негде око 1200. године. Такшоњ је са војском кренуо у Павију да помогне италијанским краљевима Хугу и Лотару у борби против Византије у Апулији. Истовремено је требало да прими данак који су они плаћали мађарским кнезовима.
После пораза мађарске војске и бици на Лешком пољу 955, Мађари су изабрали Такшоња за великог кнеза. Прво је под неповољним условима склопио мир са победником Отоном I, тадашњим краљем Немачке.
Склопио је мир и са чешким владарима, владарима Кијевске Русије, Печенезима и Бугарима. Истовремено се оженио печењешком принцезом и тиме својом мудром политиком обезбедио мирнији и стабилнији живот својим поданицима. Ово је довело до веће сарадње са западним светом и тада су код Мађара почеле да стижу прве хришћанске мисионарске делегације. Такшоњ је успео да ослаби родовска-племенска уређења која су владала у тадашњој Мађарској и да се наметне племенским кнезовима као апсолутни владар.
Успостављањем оваквог мира, довело је до већег поверења околног становништва у Мађаре и полако су почела насељавања немађарског становништва у гранична подручја. Такшоњ је за своје владарско седиште одабрао место на источној обали Дунава где се сада налази Пешта.
Иако је долазак хришћанских мисионара учврстио Такшоњеву власт, ипак није се тотално препустио духовним владарима. Бискупе, то јест папине опуномоћенике, је држао под својом контролом. У преговорима са папом Јованом XII склопио је споразум да у Мађарској црква добије сопствено црквено уређење, па је952. папа посветио бискупа за Мађарску.
Такшоњ је уложио велики труд да Мађари не постану вазали и да имају потпуну контролу над својом судбином. с друге стране немачки цар Отон I Велики је хтео да наметне свој утицај, а као оруђе покушао је да користи покрштавање Мађара. Тек појавом Светог Стефан напори Такшоња су се исплатили и Мађарска је ушла у западни свет као јака и независна хришћанска држава.

## Пролог
- Захваљујући Такшоњу, хришћанство је пустило корене у Мађарској и европски утицај и културне везе су ојачале.
- Такшоњев наследник је био његов син Геза, отац будућег краља Стефана I.
- На 20 од Будимпеште је место Такшоњ (место), названо по овом мађарском владару.

### Енциклопедија Хунгарика
- Emese saga : Hungarian prehistory from the beginnings to King St. Stephen (1038)